# Luchthaven Sandefjord Torp
Luchthaven Sandefjord Torp (Noors: Sandefjord lufthavn, Torp; IATA: TRF, ICAO: ENTO) is een internationale luchthaven op 118 kilometer afstand van de Noorse hoofdstad Oslo en 7,4 kilometer van Sandefjord, Vestfold. De luchthaven wordt gebruikt als regionale luchthaven voor Vestfold en Telemark. De binnenlandse vluchten worden uitgevoerd door Widerøe, terwijl de internationale vluchten worden uitgevoerd door Scandinavian Airlines, Norwegian, Widerøe, airBaltic, Ryanair en Wizz Air. De luchthaven wordt soms Oslo-Torp of Oslo-Sandefjord genoemd door low cost-luchtvaartmaatschappijen, terwijl het op een afstand van 118 kilometer van de Noorse hoofdstad ligt. Er is ook geen snelle treinverbinding naartoe.
De binnenlandse vluchten gaan naar Bergen, Stavanger, Trondheim, Bodø en Tromsø. Torp is in bezit van Sandefjord Lufthavn AS, dat tevens de luchthaven bestuurt. Luchthaven Torp is de grootste commerciële luchthaven van Noorwegen die niet in handen is van de Noorse regering.